# Frangar
Frangar war ein französischer Hersteller von Automobilen.

## Unternehmensgeschichte
Herr Rutishauser gründete 1907 das Unternehmen in Paris und begann mit der Produktion von Automobilen. Der Markenname lautete Frangar. Im gleichen Jahr endete die Produktion. Es entstanden nur wenige Fahrzeuge.

## Fahrzeuge
Das einzige Modell war der 12/15 CV.